# Sy Gomberg
Sy Gomberg est un scénariste et un producteur de cinéma et de télévision américain né le 19 août 1918 à New York (État de New York) et mort le 11 février 2001 à Brentwood (Californie).

## Biographie
Bien que né à New York, Sy Gomberg fait ses études à l'Université de Californie du Sud, où il obtient un diplôme de cinéma en 1941. Lors de la guerre, il est engagé dans l'unité de cinéma First Motion Picture Unit (en). Par la suite il contribue à divers magazines, parmi lesquels Collier's et le Saturday Evening Post, avant d'écrire pour le cinéma et la télévision.
Au début des années 1960, Gomberg fait équipe avec James Whitmore pour créer la série "The Law and Mr. Jones (en)". Cette expérience est à l'origine de son engagement auprès de l'Union américaine pour les libertés civiles. Il fait d'ailleurs partie, avec sa femme l'actrice Maxine Cooper (en), des organisateurs de la participation d'acteurs, de scénaristes et de cadres d'Hollywood aux marches de Martin Luther King à Montgomery (Alabama),.
Plus récemment, après les fusillades dans divers lycées aux États-Unis, il porte son attention sur la violence à l'écran.

## Filmographie

### comme scénariste
- 1950 : La Jolie Fermière de Charles Walters
- 1950 : Le Chant de la Louisiane de Norman Taurog
- 1950 : Planqué malgré lui de John Ford
- 1952 : Gosses des bas-fonds de Harmon Jones
- 1957 : Joe Butterfly de Jesse Hibbs
- 1958 : Kathy O' de Jack Sher
- 1958 : La Terreur monte (en) de Harry Keller
- 1959 : Le Bagarreur solitaire de Jack Sher
- 1960-1962 : The Law and Mr. Jones (en) (39 épisodes)
- 1964 : Vacation Playhouse (1 épisode)
- 1970 : Cavale pour un magot (téléfilm)
- 1976 : Good Heavens (2 épisodes)
- 1977 : Three Warriors (en) de Kieth Merrill
- 1978-1980 : Disney Parade (3 épisodes)
- 1979 : Bender (1 épisode)
- 1980 : The Ghosts of Buxley Hall (téléfilm)
- 1980 : High Ice (téléfilm)
- 1985 : Petite merveille (1 épisode)
- 1988 : BraveStarr (1 épisode)

### comme producteur
- 1958 : Kathy O' de Jack Sher
- 1959 : Le Bagarreur solitaire de Jack Sher
- 1960-1961 : The Law and Mr. Jones (en) (13 épisodes)
- 1967 : Accidental Family (9 épisodes)
- 1977 : Three Warriors (en) de Kieth Merrill
- 1979 : Bender (1 épisode)
- 1980 : High Ice (Téléfilm)

## Nominations
- Oscars du cinéma 1951 : Oscar de la meilleure histoire originale pour Planqué malgré lui
- Writers Guild of America Awards 1951 : Meilleure comédie musicale américaine pour La Jolie Fermière